# Arniocera chalcopasta
Arniocera chalcopasta är en fjärilsart som beskrevs av George Francis Hampson 1910. Arniocera chalcopasta ingår i släktet Arniocera och familjen Thyrididae. Inga underarter finns listade i Catalogue of Life.